# Vela nos Jogos Olímpicos de Verão de 1996
As competições da vela nos Jogos Olímpicos de Verão de 1996 foram disputadas entre os dias 22 de julho e 2 de agosto daquele ano na costa de Savannah em Geórgia, nos Estados Unidos. O programa de 1996 consistia num total de dez classes (disciplinas) de vela. Para cada uma das classes do evento foram sete regatas. A navegação foi realizada nos percursos olímpicos do tipo triangular. A partida foi feita no centro de um conjunto de oito marcas numeradas que foram colocadas em um círculo. Durante o procedimento de largada, a sequência das marcas foi comunicada aos velejadores. Ao escolher a marca que estava mais contra o vento, a largada sempre poderia ser feita contra o vento.

## Local
De acordo com os estatutos do Comitê Olímpico Internacional, as competições em todas as modalidades desportivas devem ser realizadas na cidade escolhida pelo COI ou o mais próximo possível. Uma exceção foi aberta para os eventos olímpicos de iate, que normalmente devem ser realizados em mar aberto. Seguindo esse princípio, a cidade de Savannah foi escolhida para a organização das provas de vela. Os espectadores tiveram a oportunidade de embarcar nos barcos que navegarão até os percursos para ver de perto a competição. Cerca de 1.000 espectadores por dia aproveitaram a oportunidade.

## Participantes

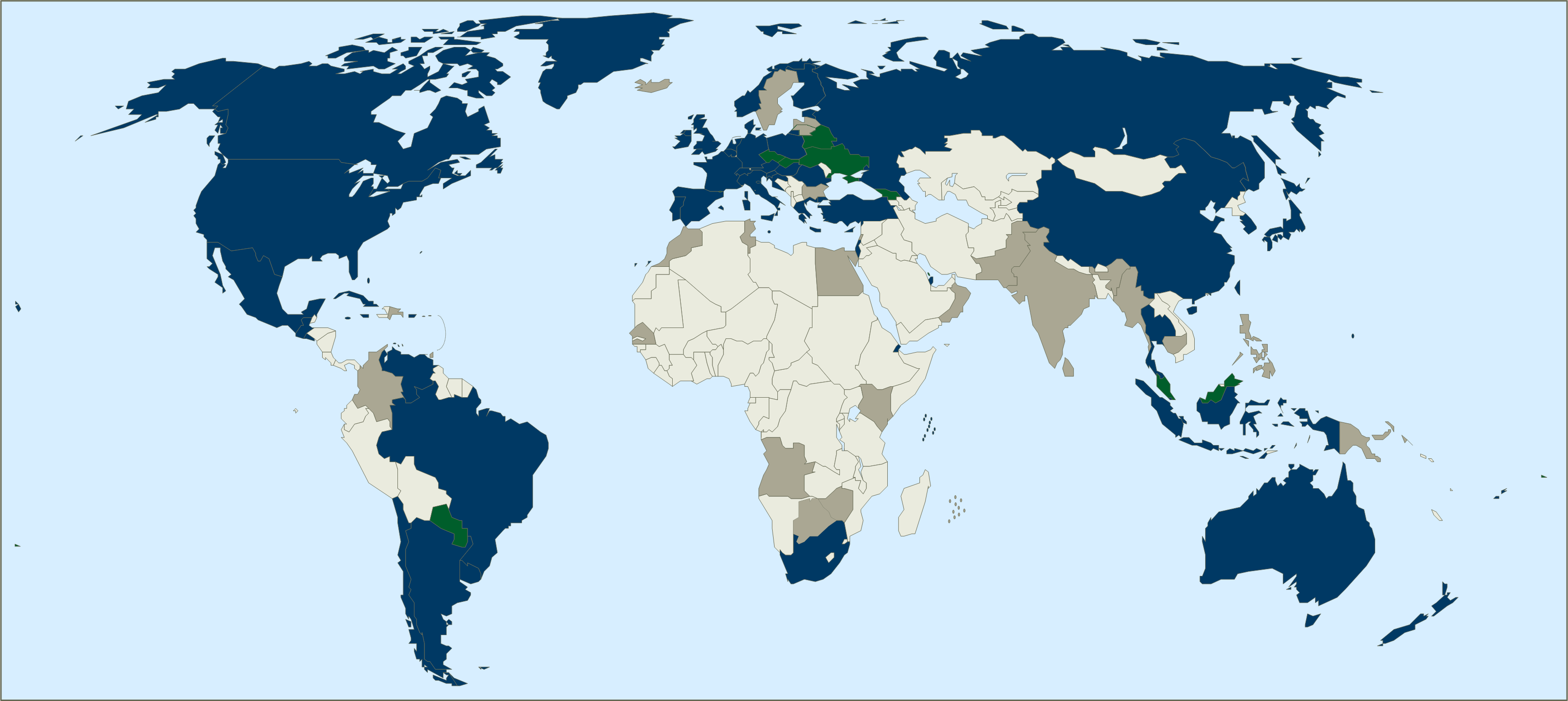
Países participantes da vela nos Jogos Olímpicos de 1996.
Países que participaram pela primeira vez.
Países que já participaram em outras edições.
Países que boicotaram o evento da vela.

- AHO Antilhas Neerlandesas
- AND Andorra
- ANT Antígua e Barbuda
- ARG Argentina
- ASA Samoa Americana
- AUS Austrália
- AUT Áustria
- BAH Bahamas
- BAR Barbados
- BEL Bélgica
- BER Bermudas
- BLR Bielorrússia
- BRA Brasil
- BRN Bahrein
- CAN Canadá
- CAY Ilhas Cayman
- CHI Chile
- CHN China
- COK Ilhas Cook
- CRO Croácia
- CUB Cuba
- CYP Chipre
- CZE República Checa
- DEN Dinamarca
- DJI Djibuti
- ECU Equador
- ESP Espanha
- EST Estônia
- FIJ Fiji
- FIN Finlândia
- FRA França
- GBR Grã-Bretanha
- GEO Geórgia
- GER Alemanha
- GRE Grécia
- GUA Guatemala
- GUM Guam
- HKG Hong Kong
- HUN Hungria
- INA Indonésia
- IRL Irlanda
- ISR Israel
- ISV Ilhas Virgens Americanas
- ITA Itália
- IVB Ilhas Virgens Britânicas
- JAM Jamaica
- JPN Japão
- KOR Coreia do Sul
- LAT Letônia
- LCA Santa Lúcia
- MAS Malásia
- MEX México
- MLT Malta
- NED Países Baixos
- NOR Noruega
- NZL Nova Zelândia
- PAR Paraguai
- POL Polônia
- POR Portugal
- PUR Porto Rico
- QAT Catar
- ROM Romênia
- RSA África do Sul
- RUS Rússia
- SEY Seicheles
- SIN Singapura
- SLO Eslovênia
- SMR San Marino
- SUI Suíça
- SVK Eslováquia
- SWE Suécia
- THA Tailândia
- TPE Taipé Chinês
- TUR Turquia
- UKR Ucrânia
- URU Uruguai
- USA Estados Unidos
- VEN Venezuela

## Eventos
| Classe             | Tipo            | Evento | Velejadores | Trapézio | Vela grande | Jib/Génova | Spinnaker | Primeira exibição | N.º de equipes |
| ------------------ | --------------- | ------ | ----------- | -------- | ----------- | ---------- | --------- | ----------------- | -------------- |
| Mistral One Design | prancha à vela  |        | 1           | 0        | +           | -          | -         | 1996              | 27             |
| Mistral One Design | prancha à vela  |        | 1           | 0        | +           | -          | -         | 1996              | 46             |
| Europe             | bote            |        | 1           | 0        | +           | -          | -         | 1992              | 28             |
| Finn               | bote            |        | 1           | 0        | +           | -          | -         | 1952              | 31             |
| 470                | bote            |        | 2           | 1        | +           | +          | +         | 1988              | 22             |
| 470                | bote            |        | 2           | 1        | +           | +          | +         | 1976              | 36             |
| Laser              | bote            |        | 1           | 0        | +           | +          | +         | 1996              | 56             |
| Tornado            | multicasco      |        | 2           | 1        | +           | +          | -         | 1976              | 19             |
| Star               | barco de quilha |        | 2           | 0        | +           | +          | -         | 1932              | 25             |
| Soling             | barco de quilha |        | 3           | 0        | +           | +          | +         | 1972              | 22             |

## Medalhistas
Masculino
| Evento                      | Ouro                                          | Prata                                     | Bronze                                 |
| --------------------------- | --------------------------------------------- | ----------------------------------------- | -------------------------------------- |
| Mistral One Design detalhes | Nikolaos Kaklamanakis GRE Grécia              | Carlos Espínola ARG Argentina             | Gal Fridman ISR Israel                 |
| Finn detalhes               | Mateusz Kusznierewicz POL Polônia             | Sébastien Godefroid BEL Bélgica           | Roy Heiner NED Países Baixos           |
| 470 detalhes                | Yevhen Braslavets Ihor Matviyenko UKR Ucrânia | John Merricks Ian Walker GBR Grã-Bretanha | Victor Rocha Nuno Barreto POR Portugal |

Feminino
| Evento                      | Ouro                                           | Prata                                   | Bronze                                     |
| --------------------------- | ---------------------------------------------- | --------------------------------------- | ------------------------------------------ |
| Mistral One Design detalhes | Lee Lai-shan HKG Hong Kong                     | Barbara Kendall NZL Nova Zelândia       | Alessandra Sensini ITA Itália              |
| Europe detalhes             | Kristine Roug DEN Dinamarca                    | Margriet Matthijsse NED Países Baixos   | Courtenay Becker-Dey USA Estados Unidos    |
| 470 detalhes                | Theresa Zabell Begoña Vía Dufresne ESP Espanha | Yumiko Shige Alicia Kinoshita JPN Japão | Ruslana Taran Olena Pakholchik UKR Ucrânia |

Misto
| Evento           | Ouro                                                  | Prata                                                  | Bronze                                                   |
| ---------------- | ----------------------------------------------------- | ------------------------------------------------------ | -------------------------------------------------------- |
| Laser detalhes   | Robert Scheidt BRA Brasil                             | Ben Ainslie GBR Grã-Bretanha                           | Peer Moberg NOR Noruega                                  |
| Tornado detalhes | Fernando León José Luis Ballester ESP Espanha         | Mitch Booth Andrew Landenberger AUS Austrália          | Lars Grael Henrique Pellicano BRA Brasil                 |
| Star detalhes    | Torben Grael Marcelo Ferreira BRA Brasil              | Hans Wallén Bobby Lohse SWE Suécia                     | Colin Beashel David Giles AUS Austrália                  |
| Soling detalhes  | Jochen Schümann Thomas Flach Bernd Jäkel GER Alemanha | Georgy Shayduko Dmitri Shabanov Igor Skalin RUS Rússia | Jeff Madrigali Jim Barton Kent Massey USA Estados Unidos |

## Quadro de medalhas
| Ordem | País               | Medalha de ouro | Medalha de prata | Medalha de bronze |    | Ordem por total |
| ----- | ------------------ | --------------- | ---------------- | ----------------- | -- | --------------- |
| 1     | BRA Brasil         | 2               |                  | 1                 | 3  | 1               |
| 2     | ESP Espanha        | 2               |                  |                   | 2  | 2               |
| 3     | UKR Ucrânia        | 1               |                  | 1                 | 2  | 2               |
| 4     | DEN Dinamarca      | 1               |                  |                   | 1  | 8               |
| 4     | GER Alemanha       | 1               |                  |                   | 1  | 8               |
| 4     | GRE Grécia         | 1               |                  |                   | 1  | 8               |
| 4     | HKG Hong Kong      | 1               |                  |                   | 1  | 8               |
| 4     | POL Polônia        | 1               |                  |                   | 1  | 8               |
| 9     | GBR Grã-Bretanha   |                 | 2                |                   | 2  | 2               |
| 10    | AUS Austrália      |                 | 1                | 1                 | 2  | 2               |
| 10    | NED Países Baixos  |                 | 1                | 1                 | 2  | 2               |
| 12    | ARG Argentina      |                 | 1                |                   | 1  | 8               |
| 12    | BEL Bélgica        |                 | 1                |                   | 1  | 8               |
| 12    | JPN Japão          |                 | 1                |                   | 1  | 8               |
| 12    | NZL Nova Zelândia  |                 | 1                |                   | 1  | 8               |
| 12    | RUS Rússia         |                 | 1                |                   | 1  | 8               |
| 12    | SWE Suécia         |                 | 1                |                   | 1  | 8               |
| 18    | USA Estados Unidos |                 |                  | 2                 | 2  | 2               |
| 19    | ISR Israel         |                 |                  | 1                 | 1  | 8               |
| 19    | ITA Itália         |                 |                  | 1                 | 1  | 8               |
| 19    | NOR Noruega        |                 |                  | 1                 | 1  | 8               |
| 19    | POR Portugal       |                 |                  | 1                 | 1  | 8               |
| TOTAL | TOTAL              | 10              | 10               | 10                | 30 | —               |